# Stefanie Gottschlich
Stefanie Gottschlich est un footballeuse allemande née le 5 août 1978 à Wolfsbourg. Elle évoluait au poste de défenseur. 
Stefanie possède 45 sélections (3 buts) en équipe d'Allemagne. Elle a remporté la Coupe du monde féminine 2003 avec la Nationalelf.

## Palmarès
- Vainqueur de la Coupe du monde féminine 2003 avec l'Allemagne
- Médaille de Bronze aux Jeux olympiques de Sydney en 2000